# Joan Martí i Alanís
Joan Martí i Alanís (ur. 29 listopada 1928 w El Milà, zm. 11 października 2009 w Barcelonie) – hiszpański duchowny katolicki, biskup Seo de Urgel i zarazem współksiążę episkopalny Andory w latach 1971–2003. 12 maja 2003 odszedł na wcześniejszą o pół roku emeryturę.
Święcenia kapłańskie przyjął 17 czerwca 1951. W latach 1951–1954 studiował na Papieskim Uniwersytecie w Salamance. Nominację na urząd biskupa Seo de Urgel otrzymał 25 listopada 1970.